# 화이트 초콜릿
화이트 초콜릿(영어: white chocolate)은 설탕, 코코아 버터, 그리고 탈지분유를 섞어서 만든 식품이다. 코코아 버터의 녹는점 때문에 화이트 초콜릿은 실온에서는 녹지 않으나, 입 안에서는 녹는다. 그로인해 화이트 초콜릿은 밀크 초콜릿과 같은 질감을 갖는다. 화이트 초콜릿은 일반 초콜릿과는 다른 색인 흰색을 띄고 있다.
화이트 초콜릿은 제1차 세계 대전 이후 미국 뉴햄프셔에서 처음 만들어졌다. 그리고 네슬레(Nestlé)사에서 알파인 화이트 초콜릿 바(alpine white candy bar)를 출시함으로써 미국에서 화이트 초콜릿은 선풍적인 인기를 끌었다. 

## 같이 보기
- 초콜릿
- 다크 초콜릿
- 초콜릿 중독